# .jobs
.jobs — общий домен верхнего уровня для сайтов по набору сотрудников для компаний. Утверждён ICANN 8 апреля 2005 года в рамках второй группы предложений по созданию новых доменов первого уровня. Регистрация началась в конце того же года.
Правила регистрации предусматривают проверку заявок на регистрацию, поэтому регистрация в режиме реального времени, в отличие от большинства других доменов, невозможна.
Предполагается, что домен является более удобным способом для ищущих работу в той или иной компании, чем существующее в настоящее время нестандартизированное разнообразие расположений раздела вакансий на корпоративных сайтах. Так, например, у компании Example вместо http://www.example.com/navigation/jobs (недоступная+ссылка) раздел вакансий может располагаться по адресу http://example.jobs(недоступная+ссылка).